# FelicesHologramas
«#FelicesHologramas» (siendo su título original «#HappyHolograms») es el décimo y último episodio de la decimoctava temporada y el episodio N.º 257 de la serie animada de televisión norteamericana South Park, escrito y dirigido por su cocreador Trey Parker. El episodio se estrenó en el canal Comedy Central el 10 de diciembre de 2014. Se trata de la segunda parte del temporada final de dos partes que comenzó con el episodio anterior («#REHASH»). 
El episodio hace múltiples referencias de anteriores capítulos de la temporada, así como de temporadas anteriores, mientras que satiriza la tendencia cultural de hacer constantemente trending topics sin importancia real. También se satirizó la muerte de Michael Brown y Eric Garner, las acusaciones de agresión sexual contra Bill Cosby, y el uso de hologramas de celebridades. Como invitado estelar, PewDiePie aparece actuando como él mismo y continuando con su historia del episodio anterior.

## Trama

### Acto 1
A finales del episodio anterior, Kyle Broflovski lamenta cómo la generación de su hermano menor Ike le da más importancia a los trending topics y a los vídeos Let's Play, lo que le ha llevado a ser visto como un "abuelo" por los niños más pequeños.
#FelicesHologramas comienza con una reflexión de Kyle sobre la descomposición de las costumbres familiares debido a la influencia de Twitter, You Tube y otras redes sociales, que lo lleva a crear una tendencia en Twitter llamada #salvenlasaladeestar". En respuesta, Bill Cosby aparece en la casa de Kyle para invitarlo a participar en un especial de televisión navideño que reúna nuevamente las familias. Kyle acepta, pero después de que deja a Cosby, que se revela que éste es un holograma.
Randy y Sharon Marsh van a la policía para denunciar el holograma de Randy creado por su exmánager para reemplazar a su alter ego Lorde, pero los policías se muestran escépticos. Mientras tanto, un patrullero trae arrestado al holograma de Michael Jackson, e informa que a pesar de que le disparó y lo ahorcó no parece morir. El capitán de policía se muestra preocupado porque el holograma no parece una persona de raza negra.
En televisión se anuncia que el especial de Navidad contará con muchas celebridades, hologramas de estrellas fallecidas, y los comentarios tipo Let's Play del yotuber "Cartman brah". Al ver un anuncio de televisión, Kyle se enfurece porque su idea se ha convertido en un proyecto de los medios sociales de comunicación, mientras que su mejor amigo, Stan Marsh, se encuentra molesto porque cree que su padre, Randy (Lorde), está cooperando en este especial navideño. En realidad, la idea original del show es del exproductor de Randy, quien se reúne con sus ejecutivos y estos le dicen que ha dado demasiado poder a Cartman Brah, pero él piensa que Cartman les permitirá llegar a un público joven.
En la estación de policía Randy y el holograma de Michael Jackson, se comprometen a trabajar juntos para detener el especial de Navidad. En ese momento el holograma de Tupac Shakur aparece en la estación de policía y busca a Michael Jackson, pero este huye con Randy y Sharon hacia la residencia Marsh.

### Acto 2
Cuando Kyle le pregunta al productor por qué está haciendo esto, el productor explica que cuando se convirtió en un abuelo, un día le preguntó a su nieto quien era su celebridad favorita, y su nieto dijo que era Pewdiepie. Desconcertado que su nieto adoraba a una personalidad de Internet insignificante, y no estaba contento de que alguien le tratase de introducir, el productor dice que con el especial de televisión, va a asimilar la cultura de la generación más joven en la suya propia. Stan se asombra de que el productor es "un abuelo".
El holograma Shakur y el holograma Jackson deciden hacer equipo contra el productor. Cuando aparece la ventana de Cartman antes que el productor, él trata de tenerlo cerrado, pero Cartman la tendencia ha crecido que se hizo tan poderoso que ha alcanzado "ten-cendencia". Como Cartman sigue apareciendo en las pantallas de todo el mundo, afirma que él es ahora un "trends-gender" y por lo tanto se le debe dar a su propio cuarto de baño, que era su motivación para participar en el plan. Los hologramas Shakur y Jackson aparecen en el restaurante donde el productor se esconde con los rehenes. Mientras Jackson dispara fatalmente al productor, Kyle, al darse cuenta de que todos en el mundo pueden verlos en sus equipos, le habla a su hermano, Ike, pidiendo disculpas por ser un "abuelo". Acepta que Ike desarrollará sus propios intereses generacionales, y admite que él no era más que una llaga que Ike tenía por ser un fan de Cartman. Dice que sólo quiere ser una familia de nuevo. Ike y sus amigos deciden hacer que el público vuelva a "creer", y crean una nueva tendencia que Kyle, rompiendo la cuarta pared, insta al público en casa para propagarse. En respuesta, aparecerá la ventana de Pewdiepie, y su comentario es tan poderoso que la ventana de Cartman es eliminado.
En un epílogo, Kyle dice se las arregló para conseguir que su familia utilice la sala de estar de nuevo por una hora cada noche, aunque Stan todavía está confundido por los acontecimientos que acaban de suceder. Kyle sugiere que tal vez no van a entenderlo, y además dice que al menos las celebridades de YouTube son auténticos, y no han sido comercializados al público por las corporaciones. Al final, aparece la ventana de Pewdiepie, y agradece a South Park invitarlo a su programa.

## Producción
El episodio contiene numerosas referencias a episodios anteriores de la serie, sobre todo en relación con la doble vida de Randy Marsh como Lorde. El empleado "Steve" del servicio al cliente regresa después de aparecer en "Grounded Vindaloop", al igual que el logotipo de los Washington Redskins de "Go Fund Yourself", mientras que el deseo de Cartman por tener su propio baño es de "The Cissy".

## Recepción
El episodio recibió una calificación de B de Dan Caffrey de The AV Club's, aunque afirmó que "Se precipitó, fue desordenado, y que pudo haber sido una historia un poco más largo para South Park, incluso para tener de dos partes".
Max Nicholson de IGN le dio un 6,8 sobre 10, que declaró "el punto culminante de todo el episodio (y podría decirse que la temporada)... no unió todo junto en la forma en que podría (y debería) tener".
Chris Longo del Den of Geek dio al episodio un 4 de 5 estrellas, indicando el episodio "era incoherente, hilarante con una forma propia y loca de arte." El artículo de Longo señaló también que, en la vida real, el tema #IHateCartmanBrah se convirtió en un top trending topic superior en todo el mundo en Twitter.